# Osobovy
Osobovy jsou malá vesnice, část města Měčín v okrese Klatovy v Plzeňském kraji. Nachází se asi čtyři kilometry východně od Měčína. Je zde evidováno 31 adres. V roce 2011 zde trvale žilo 28 obyvatel.
Osobovy leží v katastrálním území Radkovice u Měčína o výměře 8,21 km².

## Historie
První písemná zmínka o vesnici pochází z roku 1558.

## Obyvatelstvo
| Rok            | 1869 | 1880 | 1890 | 1900 | 1910 | 1921 | 1930 | 1950 | 1961 | 1970 | 1980 | 1991 | 2001 | 2011 | 2021 |
| -------------- | ---- | ---- | ---- | ---- | ---- | ---- | ---- | ---- | ---- | ---- | ---- | ---- | ---- | ---- | ---- |
| Počet obyvatel | 168  | 176  | 202  | 175  | 165  | 193  | 148  | 121  | 87   | 73   | 54   | 36   | 32   | 28   | 40   |
| Počet domů     | 20   | 20   | 20   | 18   | 19   | 19   | 24   | 26   | 26   | 20   | 18   | 21   | 23   | 25   | 25   |

## Obecní správa
Při sčítání lidu v letech 1850–1959 Osobovy byly osadou obce Radkovice v okrese Přeštice. Od roku 1960 jsou částí města Měčín v okrese Klatovy.

## Pamětihodnosti
Severně od vesnice se nachází výšinné sídliště Osobovská skála osídlené ve středním eneolitu pravděpodobně příslušníky chamské kultury.